# 妹は思春期
『妹は思春期』（いもうとはししゅんき）とは氏家ト全原作の漫画作品である。週刊ヤングマガジンに連載されていた。コミックは全10巻で、累計130万部突破。

## 概要
主人公・城島カナミの通う小笠原高校、その周辺を中心舞台とした下オチ4コマ漫画。ただし視覚的にエロが表現されることは殆どなく、あくまでギャグがメインである。ギャグの内容は非常にハードな下ネタである。
「思春期」という格好付けで主に女子高生達が下ネタで笑いを呼ぶ。ごく初期にはカナミの幼稚園児時代のネタがいくつかあり、これが『妹はひまわり組』へとスピンオフされた。下ネタのボケ&つっこみが基本。
劇中では季節の移り変わりはあるものの、歳は重ねないことになっている。
各回の扉絵は初期はカナミのみだったが、中期からはマナカ・アキ・ショーコ・カオル・ミホ・ナツミ・小宮山・マリア・エーコ・チカなども描かれるようになった。
コミック版（2巻から）には『妹はひまわり組』が収録されたり、書き下ろしや蔵出し漫画が収録されたりする。本体表紙にも（多くはカバーと連携したネタの）絵がある。
絵の変化が激しく、連載初期と後期では作画に大きな差が見られる。中期あたりから、コマのコピーが僅かながら見られ、最終回に近づくにつれ頻度を増していった。
2003年に出版された『ヤングマガジン妹増刊』では堂高しげるの「全日本妹選手権!!」との合作である「全日本妹は思春期!!」、「妹は選手権」が掲載された。前者は1、2コマ目を堂高、3・4コマ目を氏家が描く4コマで、後者はその逆となっている。

## 登場人物

### 城島家兄妹
ヤングマガジンに掲載時に最初の4コマの上に「○○な兄妹4コマ!!」といったキャッチフレーズがつく為、最初の4コマはこの2人が登場する。
城島カナミ
主人公。 高1・16歳、身長160cm、O型。
兄と2人暮しをしている思春期の妹。終盤では、ミホと同じく風紀委員になった。
一見普通の女子高生に見えるが、幼稚園児の頃から性的なものに対する好奇心が非常に発達しており、エロ知識が異常に豊富。バイブやSMグッズまで揃えている。
しかし、実は処女で、いわゆる耳年増である。
天然なのかネタなのかよく分からないエロボケをかます。勉強も家事もよく出来る。胸のサイズが小さいことが悩み。
小学生時代のあだ名は「キノコモーター」。乗り物に弱く、酔いやすいらしい。また、身体が柔らかい。
兄のフェチや好みのエロ本の発売日まで熟知しており、友人達にさらりと兄の性癖を暴露してしまうことも多々ある。また、若干だがブラコンの傾向が見られ、作品初期には特にその傾向が強く描写されていたが、物語が進むにつれてそのような描写は無くなっていってしまった。中盤、突然髪が伸びていた。
城島シンジ
高3・18歳、身長176cm、O型。
もう一人の主人公。カナミの兄で、標準的なエロスを持ち合わせる。クラスでは、今岡と共に風紀委員を担当（終盤では図書委員を担当）。
年相応にエロ本やAVを隠しているが、カナミが見つけ上手のため、よく盗まれる。
ミホやチカを初めとした複数の女性から恋心を抱かれているにもかかわらず、彼女なしで童貞（小宮山曰く「いざと言う時に押しが弱いから」との事）。初対面のチカに一目惚れされたり、写メを見たマホが見惚れているところを見ると、ルックスは良いようである。ただ、周囲を見回すと年上（小宮山先生）は「変態」、同年代（ナツミ）は「強い」、年下（マナカ）は「思春期過ぎ」るので、恋人は「右手でいい」と言ったことも。
「何でも受け入れられる大きな心」を持っている人が好き。アナルフェチ。「月刊アナルデー」「月刊アナル倶楽部」を購読している。また、ドMの気もある。
妹のエロネタには兄として冷静に対応してきたが、連載200回前後からは、カナミのメイド姿に癒されてしまったり「お前が義妹だったらなーって思うことあるよ」と発言したり、実の兄らしからぬ反応を示してきている。また、ツッコミついでに自分の性癖を暴露してしまうことも。よく風邪をひく。

### 高校生
矢野アキ
高1・16歳、身長163cm、A型、8月1日生まれ。
一般的な常識は持ち合わせている一番のツッコミ役でイジられ役でもある。
本人曰く頭が悪くて男っぽいが巨乳（バスト85程度と思われる記述がある）であり、それをカナミやマナカに過剰に妬まれる。
小学校時代のあだ名は「アキオ」。軽いトラウマになっているらしい。胃下垂で太らない体質。
基本的に運動嫌いなのだが足は速いようで、劇中では何度かサッカーで活躍している。
エロネタに囲まれた生活のせいで普通知らないような知識をいつのまにか持ってしまっている。またカナミの影響で鳥肉、シーフードラーメン、焼きリンゴ、リンゴジュースなど多くの食物を食べられなくなっている。
周囲からは勝手にシンジと最も関係が深いと認識されている。しかし、実際は概ね友達もしくは「同病相哀れむ」的な関係である（ただ、関係を茶化されると満更でもない反応を見せることも多い）。
シンジ以上の数少ないツッコミ役であるため、最も登場回数が多くて一番人気が高い。8巻ではついに単独で表紙を飾った。
彼女が病欠の時などは制止役がいないため収拾がつかなくなる事も。
黒田マナカ
高1・16歳、12月24日生まれ。
3巻より登場。カナミのクラスの学級委員長。カナミとは幼稚園児時代からの友人（一度引っ越し、作中で戻ってきた）。
転校当初はカナミ以外の人物の名前を姓で呼んでいたが次第に打ち解けたため名で呼ぶようになった。
友人に対してもさん付けで呼んだり（幼馴染であるカナミのみ、ちゃん付け）丁寧語で話すなど、物腰は丁寧。
処女であることを自慢し、常時貞操帯を装備する女の子(だが最終話ではパンツを穿いていた)。最初は16歳までは処女でいることを決意していた。貞操帯を外せば身体能力をフルに活かせる。
小学校時代のあだ名は「鉄パンツ」。絵が得意で、鼻が利く。 4人家族で登場したことは無いがスカトロ好きの兄の話題がたまに出る。
カナミと同じく胸にコンプレックスを持っている。
官能小説を愛読、執筆しており（佳作受賞経験有り）小説家になりたいと思っていたが、その後保母になると言う将来の目標を見つけた。また、画力も高い。
「キンタマ」という名のネコを飼っている（後述）。
カナミに劣らぬ耳年増で、小宮山先生と（エロ方面で）対等に戦う唯一の人物。
普段は無表情だが、回が進むにつれボケたりして色々な表情を出すようになった。
先端恐怖症である。また、縁起の悪い数字や毛虫も苦手。ショタコンの気がある。
再会時に顔を赤らめたり、引っ越しで幼稚園を離れる際に「シンジとの再会フラグが立った」と発言するなど、子供の頃からシンジが好きだった思われる描写がある。
キンタマ
マナカが飼っているペットの雄ネコ。本名はタマ。
チンチラゴールデンなので「キンタマ」と呼ばれており、初登場時はそれが嫌で家出していた。
ネコらしく狭い所は好きだが袋に入ることは拒絶している。
飼い始めた当初は暴れん坊だったが、マナカの"調教"により大人しくなったという。
終盤で同じ名前のタマという雌ネコを嫁に貰い童貞卒業、チンタマという名の子猫をもうける。
岩瀬ショーコ
高1・16歳、身長161cm、O型。
劇中唯一の彼氏持ち。元を正せば傍観者役だったが、彼氏ネタがディープになってくるに連れてボケに転向、小宮山先生と同じ立ち位置の変態キャラになる（たまに普通の惚気話をしたり、「彼氏持ちの余裕」から来るツッコミをすることもある）。
小学校のあだ名は「ノーパン」。当初は「岩瀬」と苗字で呼ばれていた。
彼氏絡みの非常にマニアックなネタを披露する。吹奏楽部だがその手のネタは片手ほどしか存在しない。
自身は「ジラされるとM心がかき立てられる」と言っているが、鞭を打つ表現もあるのでSなのかMなのか不明。
彼氏は何故か女子高（紅白百合学園）にいるという。また、その彼氏から英語のテストの内容を聞いた描写も見られるため、教師ではないかと思われるが真相は不明。
金城カオル
高1・16歳、身長170cm、体重51キロ。
5巻より登場。紅白百合学園バスケ部所属。ショーコを通じてカナミ達と知り合う。
周りに汚されず生きる、劇中で最もピュアな女の子。エロネタはまず通じない。
高校生でありながらいまだにサンタを信じている。アキは耐え切れずに真実を教えようとするがマナカに阻止された。
顔立ちが男っぽいので女にモテる。心臓には毛が生えていると言われるがパイパン。
カナミやマナカと同じく貧乳で、まれに3人がかりでアキの巨乳をやっかむことも。
付き合いが浅いせいか、下の名前ではなく苗字で呼ばれる。
叶ミホ
高1・16歳、身長160cm、B型。
当初カナミとは同級生という設定だったが、後に隣のクラスの生徒に変更された（ミホは1年1組、カナミらは2組）。カナミと同じく風紀委員になり、友人関係になる。
シンジに恋心を抱き、様々なアプローチを仕掛けるいたいけな少女。だが、伝え方が悪くてまったく通じない。
彼女がメインの話のほとんどはサブタイトルが『いたいけな○○』で統一されている。
連載当初は下ネタも少なくうっかりの失敗ネタが多く見られているが、師匠と仰いだ小宮山先生とマリア先生に鍛え（?）られてからは自ら下ネタを発するようになり、シンジとの絡みも見られず堕落していく姿が描かれていた。
だが、最近では小宮山の配慮（?）やカナミと友人になったことでシンジとの関係も以前よりは近づいた。ただし恋愛関係での進展はなく、「妹と同じ人種」だと思われている。
なお、作中ではアキやマリアと同じく頭髪が白で描写されているが実は茶髪である。
新井カズヤ
高3・18歳、身長178cm、A型。
シンジのクラスメートで親友。保健委員。マゾ＆オープンエロスな男の子。余りにもオープンなためクラスでも危険視されている。
好意を持っている（?）今岡に変態行為をしでかしては激しい鉄拳制裁を食らう。（だが強度のマゾであるため、暴力を受けているときが至福の瞬間なのかもしれない。）
特技は手を使わずにイクこと。ただシンジが言うにはただユルくなっているだけらしい。
また、射的の銃を股間に挟んで撃つと驚くほど命中精度が上がる。他にも絵が上手い、卵を片手割りできると言う特技が一度ずつ明らかにされた。
しかしいずれもその性癖に由来するため、特に感心されないか、されてもすぐにマイナス評価で台無しになる。
今岡ナツミ
高3・18歳。シンジのクラスメート。シンジと同じく風紀委員（終盤ではカズヤと共に保険委員になった）。一般常識を弁えている普通の女子。
世話焼きな性格。胸のサイズは83と、作中での比較的大きく描かれている。
普段は大人しいが切れると激強（劇中ではカズヤのみに発揮、変態発言を繰り返すカズヤに、激しい暴力で制裁を加える。乱舞系の技でカズヤをKOしたこともある。）
シンジに多少は気があるようにも見える。しかしシンジにはその強さから敬遠されている。
ケイ（キョウコ）
高3・18歳。脇役で今岡ナツミの親友。演劇部所属。左目に泣きボクロがある。
連載初期ではキョウコだったが最近はケイと呼ばれている。
気が弱く、カズヤが今岡にボコられているのを見ると怯えてしまう。ただし当初は今岡と一緒になってカズヤへ攻撃したことがある。

### 先生
小宮山先生
26歳、身長167cm、AB型。名前は不明。昭和53年10月21日生まれ。
色々と経験豊富でとてもユーモラスな女性教師。時と場所と相手を選ばず平気でエロネタを炸裂させる。
ボケ過ぎて突っ込みすらない状態のときもある。
マナカとはエロネタでよく張り合う。
化学教師という設定だが、物理や生物や保健体育を教えている描写がある。ほぼいつも白衣を着用。
初期あたりしかまともに授業をしている描写はなく、生徒達からも「授業しろ」と言われている。
だが、ちゃんと真面目に仕事はしているらしい。
シンジのクラスの担任で、どういうわけか風紀委員の顧問でもある（ナツミなどは本気で疑問に思っている）。
エロネタを駆使して生徒指導する。独身は寂しいと本気で考え始めている。
加藤キョウコ
29歳、身長166cm、O型。昭和49年3月12日生まれ。
常識人で、主に登場する先生の中では唯一のツッコミ役。
既婚者で子供もいる。国語を担当。
基本的に温和な性格で年下の小宮山先生に対しても敬語で話しているが、突っ込みの際には冷めた口調になることも。
1巻では地理担当という設定だったことがある。
スリーサイズは87・56・88と、かなりのスタイルの持ち主だが、とくにそれをネタにされることはなかった。
マリア・ルーズベルト
25歳、身長173cm、体重49キロ。
5巻より登場。アメリカ合衆国フロリダ州出身。日本好きな英語科の先生。
本質はレズなので加藤先生、アキ、ミホを中心に多大な迷惑を掛けている。エロネタは好きだが男嫌いのためフェラチオやスマタなど男関係の物は嫌い。
姉とはとても仲が良く、姉との保健体育の勉強で膜が破れていることに気付き、レズの道に進む。日本ではネコ（女役の方）と一緒に住んでいるらしい。
258話にて、アキたちとの別れを惜しみつつも祖国へと帰国した。
坪井先生
24歳、身長179cm、A型。名前は不明。
第2巻で「English」と表記された本を持っていたり、授業時間内にマリアを生徒に紹介していることから、英語担当と考えられる。
新米であるが為に小宮山先生のアドバイスを受ける。そしてよくスベる可哀想な人。
同じ英語教師のマリアが登場した為か途中から登場頻度が激減し、後期には全く登場しない。
カナミのクラスの担任だとされている。
角刈りの男性教師
名前は不明。
角刈りで厳つい体格やジャージ姿であるため、保健体育担当である可能性が高い。
大抵は話をふっては小宮山にボケで返される役である。
中期までは割と登場していたが、その後はやはり出番が全く無い。
ぱっと見では緒方ゲンゾウとちょっと似ている。
緒方ゲンゾウ
教師生活25年の年配教師。
傍観者役で、よく小宮山先生の奇行に青くなっている。
緒方と思しき人物がカナミのクラスで倒置法を教えている描写がある。
途中から出番が全く無い。痔持ち。
山本先生
家庭科担当。名前は不明。初期のみの登場。
指を入れただけで料理の頃合が分かるベテランである。

### 中学生
関川エーコ
13歳。2巻より登場。シンジ、カナミの従妹。テニス部所属。シンジをシンちゃんと呼ぶ。
血筋なのかこの子も思春期では言い表せないエロスをもつ。カナミを一回り小さくした感じだが、胸の大きさは大差ないらしい。
毎年、城島家に泊まりに来てはシンジの部屋からエロ本を盗んでいく。
テニス部のレギュラーであるため、握力はかなりのもの。
福浦マホ
13歳。2巻より登場。エーコの友人、テニス部所属。
活発な性格で成績は悪く、ツッコミ担当。しかしエーコに加えて最近ではチカまでエロネタに染まっており、翻弄されがちである。
貧乳であることを除けば中学生版矢野アキともいえるキャラであるが、ツッコミ性でアキに劣る為もあってか登場頻度は少ない。
「タロー」という犬を飼っている。
吉見チカ
13歳。2巻より登場。エーコの親友、美術部所属、図書委員。
当初はプロフィールにも影が薄いとされ地味だったが、エーコに連れられ城島家に遊びに行ったときにシンジと知り合い、恋心を抱くようになってからは、マホ・エーコより登場数が多くなった。
恋を進展させようと頑張っているが、思い込みが強い性格も災いし、ちょっとずれている。そのため当初はプロフィールでも「おとなしく清楚なコ」となっていたが、徐々に下ネタに染まっていった。
伊藤（伊東、山田）
13歳。エーコのクラスメート。エーコにたぶん恋心を抱いている純な少年。うなじフェチ。ブリーフ派。

## コミックス内容
1. 2002年8月5日発行 ISBN 4-06-361059-4 Vol.001～020 & Vol.1～Vol.5
  - 妹は思春期、妹は思春期 蔵出し（1）（2）

別冊ヤングマガジン・2001年16号、18号、20号～2002年32号
週刊ヤングマガジン・2001年39号、51号、2002年9号、10号、23号、27号～31号
2. 2003年3月6日発行 ISBN 4-06-361116-7 Vol.6～Vol.26 / Vol.1～Vol.7
  - 妹は思春期 出張版、妹は思春期、妹はブルマー、妹は思春期 4コマじゃないバージョン、妹はひまわり組、蔵出し妹は思春期

ヤングマガジンアッパーズ・2003年1号、週刊ヤングマガジン・2002年31号～52号、ヤングマガジン増刊いもぞう
別冊ヤングマガジン・2002年33号～39号
3. 2003年9月5日発行 ISBN 4-06-361162-0 Vol.27～Vol.52 / Vol.8～Vol.14
  - 妹は思春期、描きおろしマンガ 小宮山先生の一日、妹はひまわり組

週刊ヤングマガジン・2003年1号～29号
別冊ヤングマガジン・40号～46号
4. 2004年5月17日発行 ISBN 4-06-361237-6 Vol.53～Vol.82 / Vol.15～Vol.18
  - 妹は思春期、描きおろしマンガ キケンな帰り道、妹はひまわり組

週刊ヤングマガジン・2003年30号～2004年9号
別冊ヤングマガジン・2003年47号～2004年2号
5. 2004年12月17日発行 ISBN 4-06-361291-0 Vol.83～Vol.113 / Vol.19～Vol.22
  - 妹は思春期、描きおろしマンガ サマータイムブルース♪、妹はひまわり組

週刊ヤングマガジン・2004年10号～40号
別冊ヤングマガジン・2004年3号～6号
6. 2005年8月17日発行 ISBN 4-06-361350-X Vol.114～Vol.144 / Vol.23～Vol.26
  - 妹は思春期、描きおろしマンガ いたいけな日常生活、妹はひまわり組

週刊ヤングマガジン・2004年41号～2005年19号
別冊ヤングマガジン・7号～10号
7. 2006年5月2日発行 ISBN 4-06-361445-X Vol.145～Vol.175 / Vol.27～Vol.30
  - 妹は思春期、描きおろしマンガ チカとミホの思い人、妹はひまわり組

週刊ヤングマガジン・2005年20号～2006年1号（30号は未収録）
別冊ヤングマガジン・11号～14号
8. 2006年12月6日発行 ISBN 4-06-361492-1 Vol.176～Vol.208 / Vol.31～Vol.33
  - 妹は思春期、描きおろしマンガ ある日の悪夢、妹はひまわり組

週刊ヤングマガジン・2006年2・3合併号～2006年38号
別冊ヤングマガジン・15号～17号
9. 2007年8月6日発行 ISBN 4-06-361576-6 Vol.209～Vol.238 / Vol.34～Vol.36
  - 妹は思春期、描きおろしマンガ アングラな午後、妹はひまわり組、みなみけも妹も思春期

週刊ヤングマガジン・2005年30号、2006年39号～2007年18号
別冊ヤングマガジン・18号～20号
10. 2008年1月4日発行 ISBN 4-06-361634-7 Vol.239～最終回（Vol.269） / Vol.37～最終回（Vol.40）
  - 妹は思春期、妹はひまわり組

週刊ヤングマガジン・2007年19号～52号（35号休載）
別冊ヤングマガジン・21号～24号